# Pont du Sault
Le pont du Sault enjambe la Grande rivière noire au Canada depuis 1943. Il est en service encore aujourd'hui. Il mesure 39,27 m de long, 3,10 m de haut et 6,30 m de large. La voie carrossable est large de 4,90 m de large. Le pont a la cambrure la plus importante de tous les ponts couverts et possède des portiques cintrés.

## Histoire

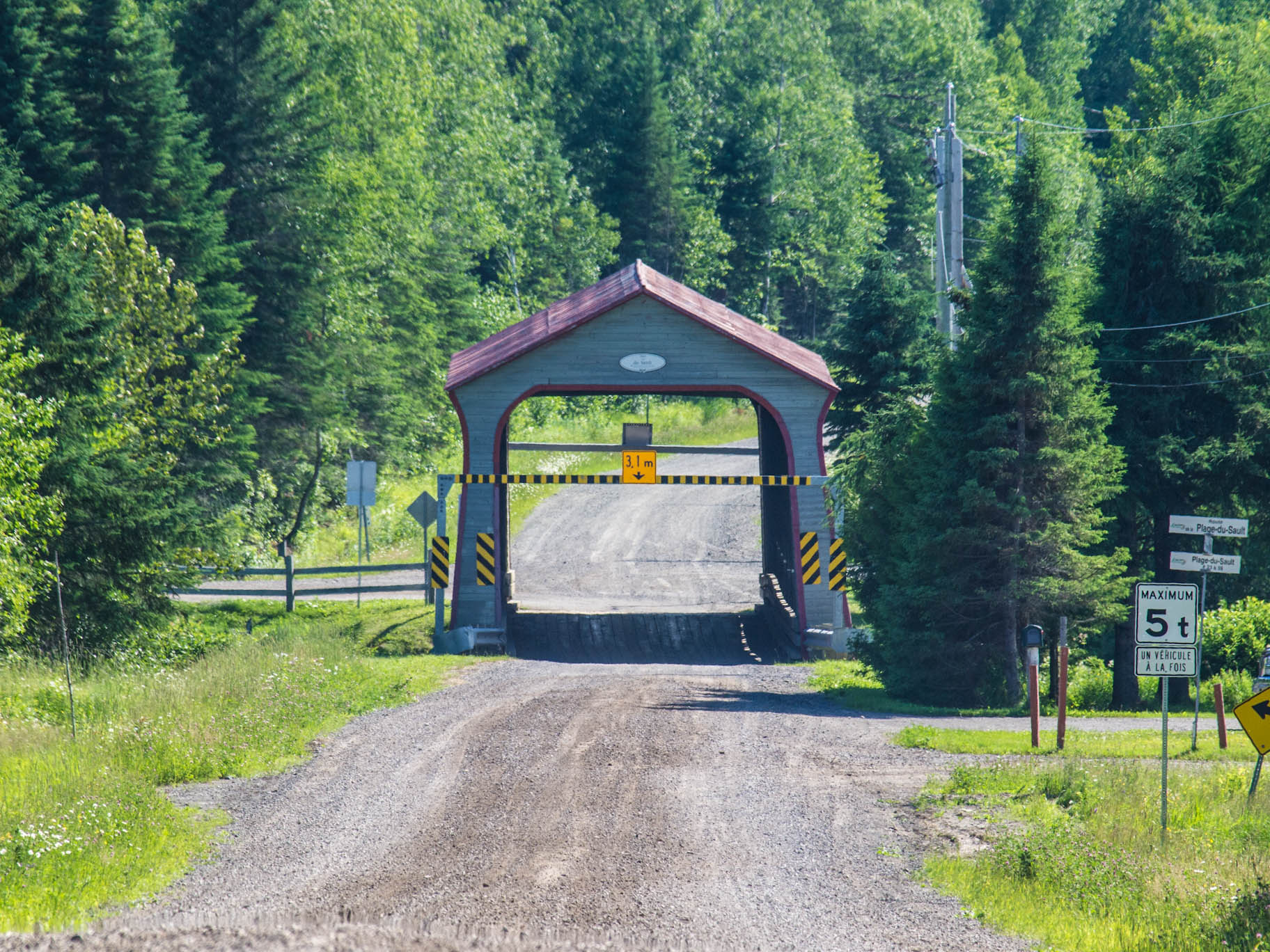
Pont du Sault (Côté Est)

Le pont du Sault fut construit en 1943. Des réparations majeures furent effectués en 1990, le tablier fut reconstruit en 1998.

## Toponyme
Le nom du Sault provient d'une voie de communication (Route du Sault) et d'un camping situé à proximité[réf. nécessaire].

## Couleur
La couleur actuelle, le lambris gris et les moulures rouges, fut appliquée en 1990, anciennement il avait le lambris jaune moutarde et les moulures rouges. Il a déjà été gris avec les moulures rouges dans les années 1970.